# Сегузино
Сегузино (итал. Segusino) је насеље у Италији у округу Тревизо, региону Венето.
Према процени из 2011. у насељу је живело 1692 становника. Насеље се налази на надморској висини од 201 м.

## Становништво
Према резултатима пописа становништва 2011. у општини је живело 1.941 становника.
| 1931. | 1936. | 1951. | 1961. | 1971. | 1981. | 1991. | 2001. | 2011. |
| ----- | ----- | ----- | ----- | ----- | ----- | ----- | ----- | ----- |
| 2.236 | 1.930 | 1.966 | 1.911 | 1.942 | 2.022 | 2.019 | 1.980 | 1.941 |

## Партнерски градови
- Chipilo, Saint-Jory